# ケヴィン・グルタート
ケヴィン・グルタート（Kevin Greutert, 1965年3月31日 - ）は、アメリカ合衆国の編集技師・映画監督。映画『ソウ』シリーズの編集で知られる。2009年の『ソウ6』で長編映画の監督としてデビューする。

## フィルモグラフィ
- ソウ Saw (2004) - 編集
- ソウ2 Saw II (2005) - 編集
- ブレンダン・フレイザー 復讐街 Journey to the End of the Night (2006) - 編集
- ソウ3 SawIII (2006) - 編集
- Room 6 (2006) - 編集
- ソウ4 SawIV (2007) - 編集
- ソウ5 SawV (2008) - 編集
- ストレンジャーズ/戦慄の訪問者 The Strangers (2008) - 編集
- ソウ6 SawVI (2009) - 監督
- ソウ ザ・ファイナル 3D Saw 3D (2010) - 監督
- パーフェクト・トラップ The Collection (2012) - 編集
- ジェサベル Jessabelle (2014) - 監督・編集
- ヴィジョン/暗闇の来訪者 Visions (2015) - 監督・編集
- ジャッカルズ Jackals (2017) - 監督・編集
- ジグソウ:ソウ・レガシー Jigsaw (2017) - 編集
- Saw X (2023) - 監督・編集